# Trautskirchen
Trautskirchen település Németországban, azon belül Bajorországban. Lakosainak száma 1355 fő (2023. december 31.). Trautskirchen Markt Erlbach és Neuhof an der Zenn községekkel határos.

## Népesség
A település népessége az elmúlt években az alábbi módon változott:
| Lakosok száma | 666  | 972  | 1077 | 1141 | 1335 | 1306 | 1309 | 1309 | 1315 | 1355 |
|               | 1875 | 1950 | 1975 | 1987 | 2012 | 2014 | 2016 | 2017 | 2021 | 2023 |